# دهستان قوری‌چای شرقی
دهستان قوری‌چای شرقی یکی از دهستان‌های استان آذربایجان شرقی است که در بخش مرکزی شهرستان چاراویماق واقع شده‌است.